# Michael Buchheim
Michael Buchheim, né le 12 octobre 1949 à Schmölln, est un tireur sportif allemand ayant représenté la République démocratique allemande.

## Palmarès

### Jeux olympiques d'été
- Jeux olympiques d'été de 1972 de Munich
  -  Médaille de bronze en skeet[1]